# Braïliv
Braïliv (in ucraino Браїлів?) è un insediamento di tipo urbano (селище міського типу) dell'Ucraina, situato nell'oblast' di Vinnycja (distretto di Žmerynka) in prossimità del fiume Riv. La popolazione ammonta a circa 5 000 abitanti. La principale attività economica è di tipo industriale, legata alla lavorazione dei prodotti agricoli (zuccherifici, conservifici). Tra i monumenti più significativi troviamo il monastero della Santissima Trinità, risalente al XVIII secolo.